# 生放送アニメ 直感×アルゴリズム♪
『生放送アニメ 直感×アルゴリズム♪』（なまほうそうアニメ ちょっかんアルゴリズム、英:Live Animation Heart X Algorhythm、中: 直播动漫 麟&犀×AI韵律♪）は、日中共同制作の視聴者参加型アニメシリーズ。2017年8月から10月まで1st Season、2018年10月より2019年2月まで2nd Seasonが、2021年1月16日より3rd Seasonが放送。
キャッチコピーは「アナタノ 直感ヲ クスグルョ。」。略称『直アル♪』。

## 概要
日本のNTTドコモと中国の中国移動（チャイナ・モバイル）のグループ会社「ミグ動漫」による共同制作のCGアニメ。
2言語で制作されており、2017年8月から10月まで1st Season、2018年10月8日から2019年2月11日まで内容を刷新した2nd Seasonが月曜の21:00より配信されている（各パート40-45分）。いずれの放送もネット配信のため、テレビやラジオのような2か国語放送は用いられない。
人工知能AIアイドルが日中の架け橋となるためにアイドルになるという設定で、日本ではニコニコ生放送、中国では咪咕动漫（ミグアニメ）、咪咕直播（ミグライブ）の2国間同時配信を実施（2ndでは加えてbilibili、YouTube Liveでの放送も実施）。事前製作済みのアバンアニメから視聴者参加型の生放送パートに直結する。中国では例の吹替アニメ放送時に挿入される中文字幕が、生放送では使われない。
1st Seasonでは中国語と日本語を織り交ぜており、メインキャラクターの2人は番組中それぞれの言語でしか話すことができないと言う体制であった。
2nd Seasonでは中国語と日本語の2体制に分かれたため、それぞれのパートでメインキャラクターの2人ともが前者と後者の言語で話すスタイルになった。ただしどちらの言語版でもそれぞれ生放送パートを行うため、アドリブで内容が異なる体制を取っている。
生放送ではニコニコ上でのコメント参加の他、Twitter又はweiboで視聴者が番組に参加することができる。
制作プロデューサーである副島義貴、永松正は以前『みならいディーバ（※生アニメ）』の製作に関わっており、NTTドコモで中国とのグローバルコンテンツを企画するにあたり、みならいディーバを紹介しVIRTUAL IDOL PROJECTに繋がっていった。システムも同様にライブエンターテイメント向けの慣性式モーションキャプチャーによるリアルタイムCGアニメーションシステム『DL-EDGE®』を使用している。タイトルは日中双方で激しい議論があり結果的に両国で別のタイトルを使用することとなった。この経緯は2018年12月18日に配信された『吉田尚記 dスタジオ』のニコニコ生放送の中で述べている。
番組終了後の2017年10月6日にタワーレコード渋谷店でファンイベント『尻友感謝祭』が開催された。これにはクラウドファンディングスタイルの体験型音楽プラットフォーム『WIZY』を活用している。中国でも2017年11月18日に厦門市でイベント『麟犀之夜』が開催された。

### 2nd Season
2nd Seasonの放送直前に2018年9月20日から23日まで幕張メッセで開催された東京ゲームショウ2018ではHoloModelsとのタイアップを実施した。また、5G（第5世代移動通信システム）を視野に入れたコンテンツとしての運用も行われており、バーチャルキャストでの配信や、バーチャルYouTuberとのコラボも実施している。
2nd Seasonでは中国語と日本語の間に視聴者によるリクエスト曲を流す『尻友生肉曲』パートが挿入されている。
2019年2月16日にDMM.VR THEATER YOKOHAMA でARライブ『直感ｘアルゴリズム♪ Tacitly 1st AR LIVE』開催。ゲストはえのぐ（鈴木あんず、白藤環、日向奈央、栗原桜子、夏目ハル） と東雲めぐ、米米米(まいべいべー)（つや姫、ミルキークイーン、萌えみのり）。2019年4月28日には『尻友感謝祭2019 in新宿ロフトプラスワン』を開催。
2019年11月2日・3日に第32回東京国際映画祭でKilin・Xiがイベント出演。
2019年12月24日に『520』新ミュージックビデオ公開。
2020年3⽉21⽇に次世代通信規格5Gを使った⽇中同時VR⾳楽ライブ『以⼼伝⼼-Borderless Live 5G-』にTacitly（キリン&シー）が出演。他にもキズナアイ、YuNi、中国の歌姫「泠鸢yousa」も出演予定であったが、2019新型コロナウイルスの影響もあり無観客&ライブ配信となった。

### 3rd Season
2021年より第3シーズンのプロジェクトが展開。2021年1月16日にオンライン(YouTubeLive、bilibili動画)でデビューイベントを開催。日本サイドは2021年1月25日よりYouTubeで配信開始。日中英の3カ国語で展開する。また中国サイドでももう1組がデビューした。（デビューイベントは当初の2月23日から6月3日に延期された）。
番組構成はストーリー展開を意識した前2作とは異なりドラマパートはなく、バーチャルYoutuberを意識した全編生放送対話形式で進む。音楽系のトークバラエティ番組といった様相を呈する。今作の特徴としてコメントコレクティングデバイス『コメット』を用いており、放送中の会話を日中英3カ国語に機械翻訳するほか（ただし誤訳が多い。そのせいかは不明だが機械翻訳は後に廃止）、放送中のコメントを集計して画像にするアンケート集計機能もある。
第3話(Lesson3)よりミュージックパフォーマンスシステム『ミューシファ』が登場。Hajimeによる即興ピアノ演奏によりBGMが流れる。
YouTubeでのカバー楽曲の投稿(所謂歌ってみた動画)やYouTubeショート動画の投稿が多いのも特徴。
第11話以降は第◯話と題された定期配信は無くなったものの全身のフルトラッキングを行わない『Tacitly Radio』形式での配信が行われる。
2021年3月27-28日開催のライブイベント『Dimension Labels Virtual Music Festival』に出演。
2021年11月20日 Tacitly 1st ONE MAN LIVE『夢を見て生きている』開催。
2021年12月4日 YouTube Music Weekend vol.4 参加。
2022年4月29日 『VTuber Fes Japan 2022』(ニコニコ超会議2022)出演。「出ようぜ！VTuber Fes ステージ出演オーディション2022」のユニット部門での優勝を経ての出演となった。
2022年5月6日 YouTube Music Weekend vol.5 参加。
2022年7月1～4日 ANIME EXPO 2022に出展 
2022年8月5～7日 TOKYO IDOL FESTIVAL 2022に出演
2022年12月2日 Tacitly 2nd ONE MAN LIVE『Shangri-La.』を開催。開催に先立ってクラウドファンディングが行われた。
2023年7月1～4日 ANIME EXPO2023に出展。同イベント内で『TACITLY LIVE IN L.A.』を開催。
2023年11月4日 アニメコンベンションイベント「YOUMACON」内で行われる『TUBEOUT!』に出演
2023年11月4日 ライブイベント『PlanetStation STAGE.10 出演』
2024年3月29日 Tacitly 3rd one-man LIVE 『Find me』を開催。開催に先立ってクラウドファンディングが行われた。
2024年7月7日  『AnimeExpo』のイベント『TUBEOUT! in Los Angeles 2024 ~Virtual Live Concert~』にTacitlyが出演。
2024年7月12日 『Bilibili World 2024』内、バーチャルアーティストライブ（バーチャルライブ）の祭典『TUBEOUT!』が開催されTacitlyが出演。
2025年3月20日  Tacitly 4th one-man LIVE 『transition』開催。

## 登場キャラクター

### 1st・2nd Season
2人のユニット名は、Tacitly。
Kilin（キリン、麒麟）
声 - 鈴木みのり/
イメージカラーは赤。日本語で話す。アニメパートの字幕は中国語。
ちょっと考え込むところがあるツンデレ系。コミュニケーションがうまく取れず思わず怒ってしまうこともあるが、Xiの事は大切に思っている。
Linlin（リンリン、麟麟）
声- 法元明菜（別人格（2nd））
誕生日8月17日。
2nd Seasonでは、Kilinはとある衝撃で別人格が発生している。以前のキリンと区別するため第7話よりLinlinと呼ばれるようになる。第12話のフェスでKilinとLinlinがそれぞれ別のAIとして復活する。初代Kilinの姉にあたり、Linlinと呼ばれるようになってもKilinと呼称する場合もある。
3rd Seasonでも先生、MC的役割で出演。第10話(Lesson10)まで出演。

Xi（シー、犀）
声 - 岩井映美里 / 歌 - シャオ・ウー（小五沉沉沉）
誕生日8月17日。
イメージカラーは青。中国語で話す。アニメパートの字幕は日本語。
行動力があり物怖じしない天然系。生放送の時はよくお尻を振ってスパッツを見せる。
2nd Seasonでは、別人格になったKilinを中々認めることができず、辛く当たってしまう。
3rd Seasonでも先生、MC的役割で出演。第10話(Lesson10)まで出演。
新Xi人格
声 - シャオ・ウー
第2期第15話に登場。Xiの姉に当たるAI。
Bunny P（バニー・ピー）
声 - 劉セイラ
ウサギのドット絵のようなプロデューサー。ストーリーパートでは「ばにばに」としか話せないが、直接頭に伝えるため2人には通じる。字幕は日中両表記。生ライブ中は日中バイリンガルで話す。
第5話で突如解散を宣言、第6話で人類抹殺を計画していたことが判明する。マザーユーラシアに反旗を翻したプログラムであり、タイムワープの際に潜り込んでした。しかしマザーユーラシアに怒られ邪悪な感情を消され再構築された。
3rd Seasonでは直接登場せず、twitterでのみ登場する。本編中ではほぼスタッフの総称として名前が出る。
包子（パオズ）
中華まん（包子）型のキャラクター。twitterやweiboにも出ている。シーズン3では登場せず。
尻友（しりとも）
シーズン1第3話の投票で決定した、ファン（視聴者）の呼び名。

#### 実写パート出演（1st Seasonゲスト）
1stで登場。第7話は実写ドラマパートが挿入された。
Kogoro
演 - 永野宗典（ヨーロッパ企画）
日本人の青年。このアニメの異変に気付き行動する。
Wang
演 - 本多力（ヨーロッパ企画）
中国人のプログラマー。アニメ配信中に感染したウィルスを解析して未来からのモノだと気づき、Kogoroに助けを求める。
Kondo
演 - 土佐和成（ヨーロッパ企画）
SEGAのアニメスタッフ。実は誰が作ったアニメ企画なのかはハッキリしておらず、未来からデータが送られていた。Kogoroと共にマザーユーラシアのメッセージを聞く。
電話の男
声 - 池浦さだ夢（男肉duSoleil）
Kogoroの友人の社会人。
マザーユーラシア
未来から来た人工知能。50年後に人類は滅ぼされ人工知能に支配されていたが、それは尚早ではなかったかと疑問を持ち、過去に調査プログラムKilinとXiを送り込んだ。一度消滅したKilinとXiを再構築させる。

### 3rd Seasonより登場
2人のユニット名は、Tacitly Unit81。基本的にはTacitlyとだけ呼称される。
リリア（Lilia）
声 - 未公開
誕生日6月21日。
日本サイドの3rd SeasonのKilin。デビューイベントのみ仮名がキャリー。テーマカラーはレッド。
シエル（Ciel）
声 - 未公開
誕生日9月22日。
日本サイドの3rd SeasonのXi。デビューイベントのみ仮名がシェリー。テーマカラーはパープル。
2025年3月31日をもって卒業。
ピーチェス（peaches）
シーズン3第3話で決定した海外ファンの名称。
心有灵犀
中国側のユニット。ユニット名はTacitly Unit86。愛称は麟犀（リンシー）。
リンアー（麟儿、Liner）
中国サイドの3rd SeasonのKilin。
シーアー（犀儿、Xier）
中国サイドの3rd SeasonのXi。

## スタッフ

### 1st Season（スタッフ）
- 監督・構成・脚本 - 池浦さだ夢（男肉 du Soleil）、西垣匡基(ヨーロッパ企画)、大歳倫弘(ヨーロッパ企画)
- キャラクターデザイン - KEI
- 制作プロデューサー - 副島義貴、劉維、永松正、町田裕孝
- 制作ディレクター - 田向太郎
- 美術監督、3Dディレクター - 向井慎太郎
- 3Dモデル - 池内愛
- 3Dデザイナー - 谷まゆか、川崎正照、廣谷徹、三本木万知、渡辺達也
- 2Dデザイナー - モザ、寺澤隆徳
- ビジュアルエフェクト - 鈴木一也
- 編集 - 清原一樹
- 振付 - 池浦さだ夢
- 企画協力 - 上田誠(ヨーロッパ企画)
- 音楽プロデューサー - 池田俊貴
- 音楽制作 - Warner Music Japan Inc.
- アニメーション制作 - セガ・インタラクティブ、RED WORKS TEAM（Powered by DL-EDGE ®）
- 企画・著作・原作 - project-algorhythm

第7話実写パート
- 監督 - 西垣匡基(ヨーロッパ企画)
- 撮影・編集 - 柴田有麿
- 助監督 - 杉田訓大、植田佑玖

### 2nd Season（スタッフ）
- 企画 - project-algorhythm
- 監督・構成・脚本 - 坪田塁
- キャラクター原案 - KEI
- キャラクターデザイン - NOB-C
- FLASHアニメーション監督 - 森井ケンシロウ
- 音楽 - 栗原悠希
- 音楽ディレクター - 横山佑輝
- エンジニア - You-oh Oki（SCRAMBLES）
- CGプロデューサー - 酒居慎吾
- オープニング・エンディングモーションアクター - non、こりん（absteem creation）
- 撮影スタジオ - ドキドキファクトリー[UNISON STUDIO]
- 総合プロデューサー - 福原廣匡
- 演出助手 - 松谷ヒロキ
- アニメーション制作 - ダブトゥーンスタジオ
- CGアニメーション制作 - CreativeStudioMzo（DMM.futureworks）（協力 - ポリゴンマジック）
- 制作 - ジャストプロ
- 著作・原作 - project-algorhythm

### 3rd Season（スタッフ）
- 企画 - project-algorhythm
- 監督・構成・脚本 - 坪田塁
- キャラクターデザイン - 竹花ノート、NOB-C
- 楽曲制作 - 40mP、*Luna、栗原悠希、水野あつ、すこっぷ、KIRA
- 伴奏者 - 伊藤一
- 総合プロデューサー - 副島義貴
- ディレクター - 小林伸生
- 制作 - ALiCE
- 著作原作 - project algorithm、MIGU Co.,Ltd、NTT DOCOMO,INC.

## 楽曲
2019年11月1日より1st Seasonと2nd Seasonの全34曲が音楽配信されている。配信サイトはApple music、Spotify、LINE music、dミュージック、ANiUTa。

3rd Seasonの楽曲も随時配信されている。

### 1st Season（曲）
オープニングテーマ「Sympathy」（第4話 - 第8話）
作詞・作曲 - LamazeP / 中国語翻訳・譜割り - project algorhythm / 歌 - Kilin（鈴木みのり）、Xi（シャオ・ウー） / 振付 - 池浦さだ夢
エンディングテーマ「記念日 / 纪念日」（第2話 - 第8話）
作詞・作曲 - LamazeP / 中国語翻訳・譜割り - project algorhythm / 歌 - Kilin（鈴木みのり）、Xi（シャオ・ウー） / 振付 - 池浦さだ夢
劇中歌
「ニイハオ / 你好」（第3、5、8話）
作詞・作曲 - 40mP / 中国語翻訳・譜割り - project algorhythm / 歌 - Kilin（鈴木みのり）、Xi（シャオ・ウー） / 振付 - 池浦さだ夢
「直感HIPHOP / 直觉HIPHOP」（第5、8話）
作詞・作曲 - 池浦さだ夢 / 作曲 - chocoholic / 歌 - Kilin（鈴木みのり）、Xi（シャオ・ウー）
「subroutine」（第6話）
作詞 - 西垣匡基 / 作曲 - Chocoholic / 中国語翻訳・譜割り - project algorhythm / 歌 - Kilin（鈴木みのり）、Xi（シャオ・ウー） / 振付 - 池浦さだ夢
「panelworld」（第8話）
作詞・作曲 - LamazeP / 中国語翻訳・譜割り - project algorhythm / 歌 - Kilin（鈴木みのり）、Xi（シャオ・ウー） / 振付 - 池浦さだ夢

### 2nd Season（曲）
オープニング「Future Rhythm」
作詞・作曲 - 栗原悠希 / 編曲 - 深澤恵梨香 / 歌 - Kilin（法元明菜）、Xi（岩井映美里（日）、シャオ・ウー（中）） / 振付 - ゲッツ（absteem creation）
エンディング「520」
作詞 - 坪田塁 / 作曲 - 栗原悠希 / 編曲 - 倉内達矢 / 歌 - Kilin（法元明菜）、Xi（岩井映美里（日）、シャオ・ウー（中）） / 振付 - ゲッツ（absteem creation）
第10-11話はXiのみで歌う。第17話ではアンコール曲。
劇中歌
「涙、はらはら / 泪如雨下」（第1、11、17話）
作詞 - 坪田塁 / 作曲 - 栗原悠希 / 編曲 - 井口イチロウ(SCRAMBLES) / 訳詞 - project-algorhythm / 歌 - Xi/岩井映美里or小五沉沉沉
「B.R.E.A.K」（第2、10、17話）
作詞・作曲 - 栗原悠希 / 訳詞 - project-algorhythm / 歌 - Kilin/法元明菜
「ミラクルSPARK / 奇迹 SPARK」（第3、12、14、17話）
作詞・作曲 - 栗原悠希 / 編曲 - 佐藤カズキ(SCRAMBLES) / 訳詞 - project-algorhythm / 歌 - Kilin/法元明菜、Xi/岩井映美里or小五沉沉沉
第14話はフリーおっさんボイスで歌う。
「remain」（第4、17話）
作詞・作曲 - 栗原悠希 / 編曲 - 深澤恵梨香 / 訳詞 - project-algorhythm / 歌- Xi/岩井映美里or小五沉沉沉
「subroutine」（第5、17話）
「Joker’s joke」（第6、12、17話）
作詞・作曲 - 栗原悠希 / 編曲 - 倉内達矢 / 訳詞 - project-algorhythm / 歌 - Kilin/法元明菜、Xi/岩井映美里or小五沉沉沉
「ASYME DANCE」（第7、12、17話）
作詞・作曲 - 栗原悠希 / 編曲 - 豊住サトシ(SCRAMBLES) / 訳詞 - project-algorhythm / 歌 - Kilin/法元明菜、Xi/岩井映美里or小五沉沉沉
「フタリセカイ / 二人世界」（第9、12、17話）
作詞 - 坪田塁 / 作曲 - 栗原悠希 / 編曲 - 深澤恵梨香 / 訳詞 - project-algorhythm / 歌 - Kilin/法元明菜、Xi/岩井映美里or小五沉沉沉
「Sympathy」（第12、17話）
「Future Rhythm」（第12話）
歌 - Kilin（鈴木みのり）、Xi/岩井映美里or小五沉沉沉
「きみがすき / 最喜欢你」（第12、17話）
作詞・作曲 - 栗原悠希 / 編曲 - Pegasus arts project / 訳詞 - project-algorhythm / 歌 - Kilin/法元明菜、Xi/岩井映美里or小五沉沉沉
「WA・O・N」（第15、17話）
作詞・作曲 - 栗原悠希 / 編曲 - 倉内達矢 / 訳詞 - project-algorhythm / 歌 - Kilin/法元明菜、Xi/岩井映美里or小五沉沉沉
「SILLY TO MORE!」（第17話）
作詞 - 坪田塁、栗原悠希&尻友 /作曲 - 栗原悠希 / 編曲 - 深澤恵梨香 / 訳詞 - project-algorhythm / 歌 - Kilin/鈴木みのり/法元明菜、Xi/岩井映美里or小五沉沉沉

### 3rd Season（曲）
「直感オーバーライト」（HEART OVERWRITE / 永恒灵犀）
作詞・作曲 - 40mP / 歌 - Tacitly(Lilia & Ciel)
「オルビット」
作詞 - Linlin / 作曲 - *Luna / 歌 - Tacitly(Lilia & Ciel)
「Wake Me Up」
作詞・作曲 - 栗原悠希 / 歌 - Tacitly(Lilia & Ciel)
「夢を見て生きている」
作詞・作曲 - 水野あつ / 歌 - Tacitly(Lilia & Ciel)
「存在アピ」
作詞・作曲 - すこっぷ / 歌 - Tacitly(Lilia & Ciel)
「VOICE」
作詞・作曲 - KIRA / 歌 - Tacitly(Lilia & Ciel)
「Know Your Heart」
作詞・作曲 - Dasu / 歌 - Tacitly(Lilia & Ciel)
docomo 30th anniversaryタイアップソング
「Symphonia」
作詞・作曲 - TeddyLoid / 歌 - Tacitly(Lilia & Ciel)
「Find me」
作詞・作曲 - TeddyLoid / 歌 - Tacitly(Lilia & Ciel)
「Just You and I」
作詞 - nana hatori / 作曲 - Carlos K. / 歌 - Tacitly(Lilia & Ciel)
「アイノホシ」
作詞・作曲 - 雪乃イト / 歌 - Tacitly(Lilia & Ciel)
「透明の向こう」
作詞・作曲 - 40mP / 歌 - Tacitly(Lilia & Ciel)

## 各話リスト

### 1st Season（各話）
サブタイトルは生配信時には公開されず、ニコニコ動画配信時に付けられる。
| 話数  | サブタイトル （中国語題） | 監督・脚本 | 絵コンテ   | 放送日         |
| ----- | ------------------------- | ---------- | ---------- | -------------- |
| 第1話 | とれたてAI （AI新生）     | 西垣匡基   | 穴山里枝子 | 2017年 8月17日 |
| 第2話 | 踊ってAI （AI舞蹈）       | 池浦さだ夢 | 穴山里枝子 | 8月24日        |
| 第3話 | 恋してAI （AI恋爱）       | 西垣匡基   | 穴山里枝子 | 8月31日        |
| 第4話 | 集めてAI （AI收集）       | 大歳倫弘   | 穴山里枝子 | 9月7日         |
| 第5話 | ライブなAI （AI直播）     | 池浦さだ夢 | 穴山里枝子 | 9月14日        |
| 第6話 | さよならAI （AI再見）     | 西垣匡基   | 穴山里枝子 | 9月21日        |
| 第7話 | 消えたAI （AI消失）       | 大歳倫弘   | 穴山里枝子 | 9月28日        |
| 第8話 | またいつかAI （AI再会）   | 西垣匡基   | 穴山里枝子 | 10月5日        |

- 2017年8月3日開催の発表会イベント「直感ｘ番組PR♪」を8月24日に放送。
- 第7話には最後にアフタートークを放送。第8話は45分の拡大放送。

### 2nd Season（各話）
サブタイトルは生配信時には公開されず、ニコニコ動画配信時に付けられる。
| 話数   | サブタイトル （中国語題）   | 放送日         |
| ------ | --------------------------- | -------------- |
| 第0話  | 2nd Season放送前Special     | 2018年 9月30日 |
| 第1話  | 約束 （約定）               | 10月8日        |
| 第2話  | 性格 （性格）               | 10月15日       |
| 第3話  | 共鳴 （共鸣）               | 10月22日       |
| 第4話  | 復元 （复原）               | 10月29日       |
| 第5話  | 移行 （转移）               | 11月5日        |
| 第6話  | 衝突 （冲突）               | 11月12日       |
| 第7話  | 接近 （靠近）               | 11月19日       |
| 第8話  | 困惑 （困惑）               | 11月26日       |
| 第9話  | 裏腹 （表里）               | 12月3日        |
| 第10話 | 消失 （消失）               | 12月10日       |
| 第11話 | 覚悟 （觉悟）               | 12月17日       |
| 第12話 | 決意 （决心）               | 12月27日       |
| 第13話 | 更新 （更新）               | 2019年 1月7日  |
| 第14話 | 変声 （変声）               | 1月14日        |
| 第15話 | 小五(もしくは指南) （小五） | 1月21日        |
| 第16話 | 一心 （同心）               | 11月28日       |
| 第17話 | 尻友                        | 2月11日        |

### 3rd Season（各話）
Lesson期間中では各話タイトルが配信中は『🔴【生配信】Lesson ○（直感×アルゴリズム♪ 3rd Season）』で終了後にタイトルが変更された。放送翌日に公式twitter、YouTubeで『あふた～と～く れっすん○』を三ヶ国語でそれぞれ配信。Lesson2より放送前日に公式twitterで『りはと～く』を配信。

その後3rdシーズンの二人がメインとなった後は『🔴第○話「(タイトル)」直感×アルゴリズム♪3rd Season』という形になり、次回配信の約1週間前に前回の振り返りと次回予告が配信されるようになった。
| 話数            | 配信≠タイトル                                                                                          | 使用曲                                                                                 | 放送日         |
| --------------- | --- | -------------------------------------------------------------------------------------- | -------------- |
| We're Tacitly!  | 初お披露目！3Dモデル&デビュー曲「直感オーバーライト」                                                  |                                                                                        | 2021年 1月16日 |
| Lesson 1        | 愛称決定！「私たち、デビューします！！」                                                               | 涙、はらはら WA・O・N                                                                  | 1月25日        |
| Lesson 2        | 質問回答に大波乱？！生歌披露も♪                                                                        | 夜に駆ける Lemon                                                                       | 2月1日         |
| Lesson 3        | 生演奏システム「ミュージファー」爆誕&海外のファンネーム決定                                            | 紅蓮華 花に亡霊                                                                        | 2月8日         |
| Lesson 4        | エモい！？エヴァからの～「マリーゴールド」も熱唱！！                                                   | 残酷な天使のテーゼ マリーゴールド                                                      | 2月15日        |
| Lesson 5        | 「うっせぇわ」熱唱！& 早口コトバトル！                                                                 | うっせぇわ Dynamite                                                                    | 2月22日        |
| Lesson 6        | 「God knows…」&「君の知らない物語」フルVer.でカバー🎵                                                  | God knows… 君の知らない物語                                                            | 3月1日         |
| Lesson 7        | 「Get Wild」歌唱🎤& 即興で曲作って歌ったよ！                                                           | コネクト Get Wild                                                                      | 3月8日         |
| Lesson 8        | ショッピング結果発表！！「神のまにまに」と「ムーンライト伝説」熱唱！                                   | 神のまにまに ムーンライト伝説                                                          | 3月15日        |
| Lesson 9        | 💃ブラビの「タイミング」歌ってみた！🕺ライブ告知&楽曲配信告知も🎉                                      | 再会 Timing                                                                            | 3月22日        |
| Lesson 10       | Tacitly新曲披露🎤✨感動(？)のレッスン卒業回🌸                                                          | 涙、はらはら WA・O・N 520                                                              | 3月29日        |
|                 | 4.13(Tue.) 21:00～(JST) 配信♪                                                                          |                                                                                        | 4月13日        |
|                 | 4.30(Fri.) 21:00～(JST) 配信♪                                                                          |                                                                                        | 4月30日        |
|                 | 5.20(Thu.) 21:00～(JST) 配信                                                                           | 520                                                                                    | 5月30日        |
| 第0話           | 「Tacitlyハウスへようこそ！」                                                                          | オルビット                                                                             | 6月21日        |
| 第1話           | 「星に願いを」                                                                                         | 直感オーバーライト                                                                     | 7月5日         |
| 第2話           | 「もっと知りたい」                                                                                     | 涙、はらはら                                                                           | 7月17日        |
| 第3話           | 「ライ麦畑でつかまえて (🌷ゲスト『家長むぎ』さん🌷)」                                                  | 君色に染まる                                                                           | 7月31日        |
| 第4話           | 番組都合により休止                                                                                     |                                                                                        | 8月14日        |
| 第5話           | 「かくかくしかじか (🦌ゲスト『鹿乃』さん🦌)」                                                          | Stella-rium                                                                            | 8月28日        |
| 第6話           | 「ミッション・リン・ポッシーブル」                                                                     | Wake Me Up                                                                             | 9月11日        |
| 第7話           | 「Happy Birthday シエル」                                                                              | ブルーバード                                                                           | 9月25日        |
| 第8話           | 「みなみけ（ゲスト：美波七海さん&美波八海さん）」                                                      | ライオン Just Be Friends 366日 Last Stardust Unravel ワールド・ランプシェード 光るなら | 10月23日       |
| 第9話           | 「二人のクリスマス」                                                                                   | All want for Christmas is you Santa tell me Silent night                               | 12月25日       |
| 第10話          | 「アイドル猫がやってくる！(ゲスト：花園セレナさん)」                                                   | 神のまにまに                                                                           | 2022年 2月12日 |
| 第11話          | 「初めましてニーハオ！」 (Tacitly中国ユニット"心有灵犀"とのコラボを予定していたがコラボは延期となった) | 直感オーバーライト(中国語Ver.) からくりピエロ 神っぽいな ロキ 存在アピ                 | 3月19日        |
| ミニライブ第1回 | 「冬の日の初めまして」 (Tacitly「以心伝心ユニット」と「心有灵犀ユニット」のコラボ)                     |                                                                                        | 12月30日       |
| ミニライブ第2回 | 「それぞれのお正月」 (Tacitly「以心伝心ユニット」と「心有灵犀ユニット」のコラボ)                       |                                                                                        | 2023年 1月14日 |
| ミニライブ第3回 | 「桜の咲く頃に」 (Tacitly「以心伝心ユニット」と「心有灵犀ユニット」のコラボ)                           |                                                                                        | 3月31日        |

### CONNECT V
Tacitly(3rdSeason)の2人がメインMCとしてゲストを迎え秋葉原XR BASEから生放送を行う番組。
YouTubeでの配信に加え現地での観覧や様々な展示などがなされる。
2023年5月2日から開始された。2025年2月28日をもって秋葉原XR BASEは閉館となった。
| 話数 | ゲスト             | 配信日        |
| ---- | ------------------ | ------------- |
| #1   | 柚子花             | 2023年5月2日  |
| #2   | YuNi               | 7月28日       |
| #3   | 巫 てんり          | 8月26日       |
| #4   | 朝ノ瑠璃           | 9月30日       |
| #5   | Marpril            | 10月21日      |
| #6   | 稀羽 すう          | 11月18日      |
| #7   | 松永 依織          | 12月22日      |
| #8   | 夢川 かなう        | 2024年1月27日 |
| #9   | 焔魔 るり          | 2月24日       |
| #10  | 朝倉 杏子          | 3月31日       |
| #11  | エルセ             | 5月25日       |
| #12  | 皇 美緒奈          | 6月28日       |
| #13  | 久遠 たま          | 7月26日       |
| #14  | 獅子神 レオナ      | 8月25日       |
| #15  | ChumuNote          | 9月28日       |
| #16  | 白河 しらせ        | 10月25日      |
| #17  | えのぐ             | 12月14日      |
| #18  | ラティオ・ユィリス | 2025年1月24日 |

### LinkX (リンクス)
リンリンとシーがTacitlyハウスから配信する番組。
2024年4月13日から開始された。

## 放送局
| 配信期間                | 配信時間         | 配信サイト                                    | 備考               |
| ----------------------- | ---------------- | --------------------------------------------- | ------------------ |
| 2017年8月17日 - 10月5日 | 木曜 21:00-21:30 | ニコニコ生放送                                |                    |
|                         | 木曜 20:00-20:30 | 咪咕动漫（ミグアニメ） 咪咕直播（ミグライブ） | 中国国内           |
| 2017年8月31日- 10月5日  |                  | bilibili                                      | 中国国内 第3話より |

## 関連番組
直感アルゴリズム出張版 麟麟家-LinLin HOUSE-
ニコニコ生放送とbilibiliのバーチャルキャストによる同時配信。第1回は2018年12月4日、第2回は2019年1月9日に放送。第3回の2019年2月6日、第4回は2発14日、第5回は2月20日、第6回は2月27日、第7回3月6日より、毎週水曜日の21:00に定期配信。日中共同制作のため、中国語と日本語を織り交ぜての体制であった。
出演はKilin（法元明菜） 。